# 李永熙
李永熙（英語：Lee Young-hee，1955年7月28日—）是一位韩国物理学家。

## 生平
1982年获得全北大学学士学位，1986年获得肯特州立大学博士学位。1987年担任全北大学助理教授，2001年担任成均馆大学物理系教授，2009年担任物理和能源科学系教授，2012年担任基础科学研究院集成纳米结构物理中心主任。

## 荣誉
- 2007年被选为韩国科学技术翰林院院士
- 2021年被选为中国科学院外籍院士